# 堅昆
堅昆（けんこん、拼音: Jiānkūn）は、かつて中央ユーラシア北部に分布したテュルク系遊牧民族。キルギズ（Qïrqïz）の転写とされており、時代によっては鬲昆（へきこん、Gékūn）・契骨（けいこつ、Qìgŭ）・居勿（きょぶつ、Jūwù）・結骨（けつこつ、Jiégŭ）・紇骨（こつこつ、Gēgŭ）・紇扢斯（こつこつし、Gēgŭsī）・黠戛斯（かつかつし、Xiájiásī）・戛戛斯（かつかつし、Jiájiásī）・吉利吉思・乞力吉思・乞児吉思・乞里吉思 などと記された。現代のキルギス人（天山キルギズ）と区別するためイェニセイ・キルギズとも呼ばれる。現在のハカス人の祖先に当たる。

## 起源
『周書』異域伝下では、突厥の起源と共に契骨（キルギズ）の起源にも触れている。

## 歴史

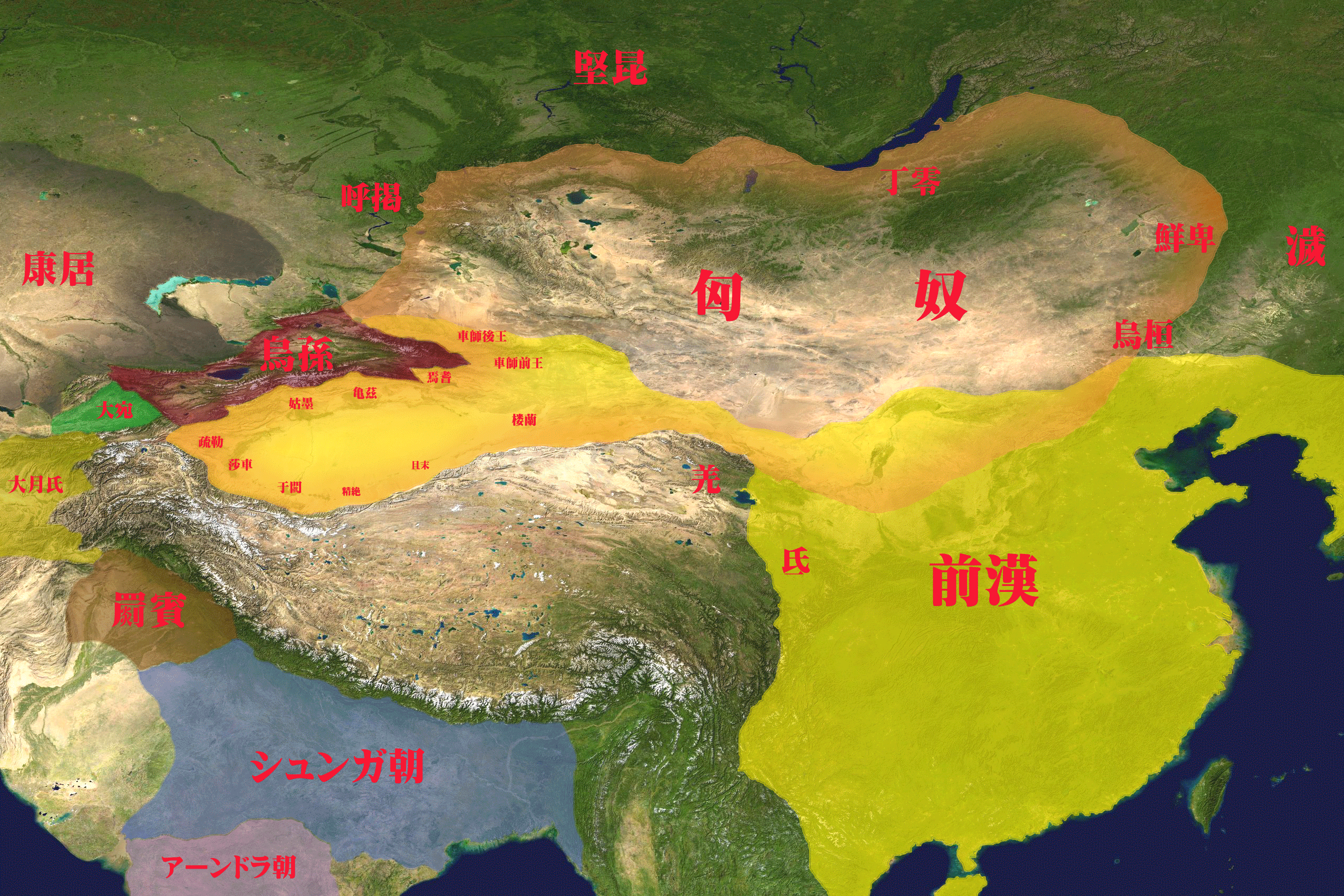
紀元前2世紀、匈奴と堅昆。

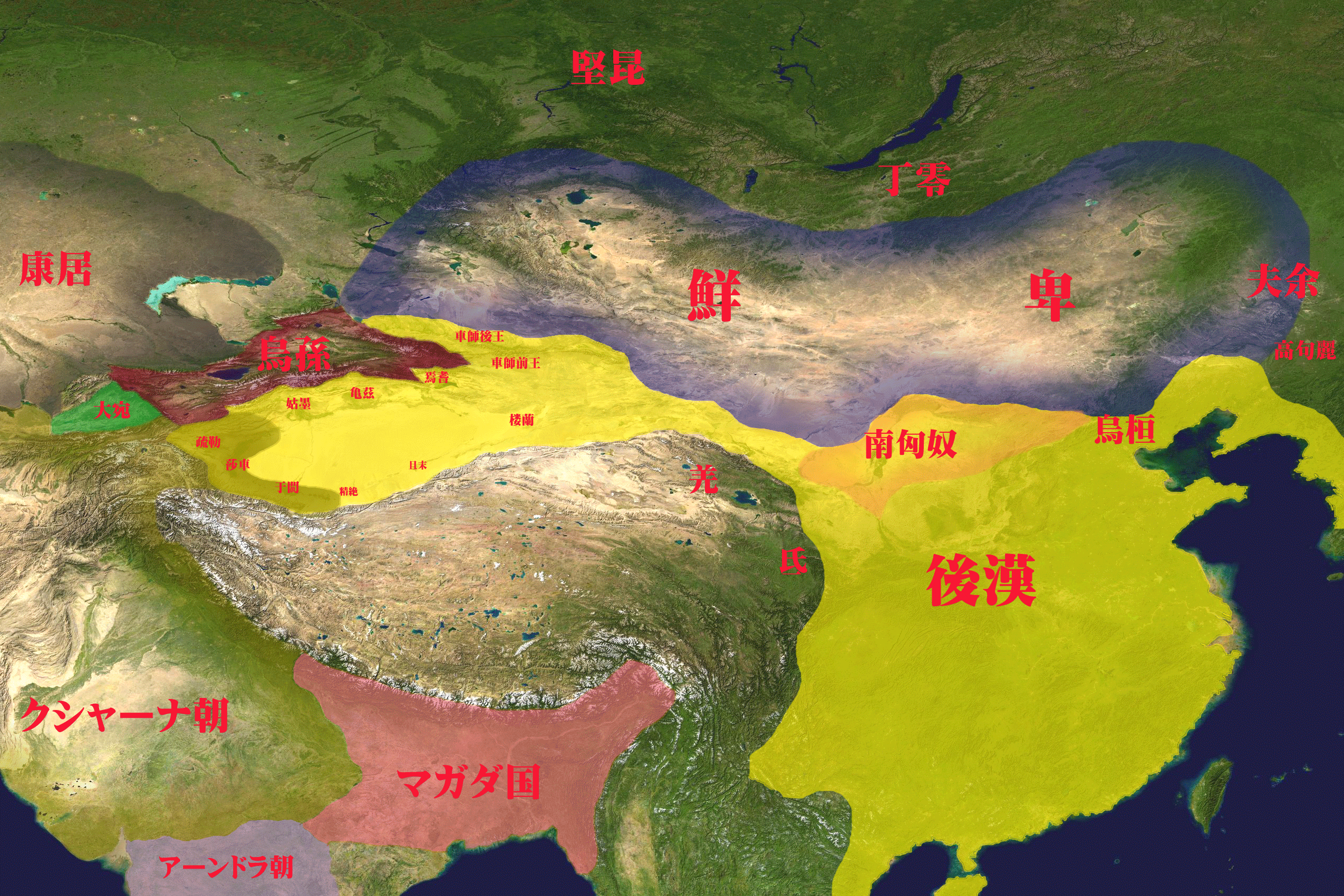
2世紀、鮮卑と堅昆。

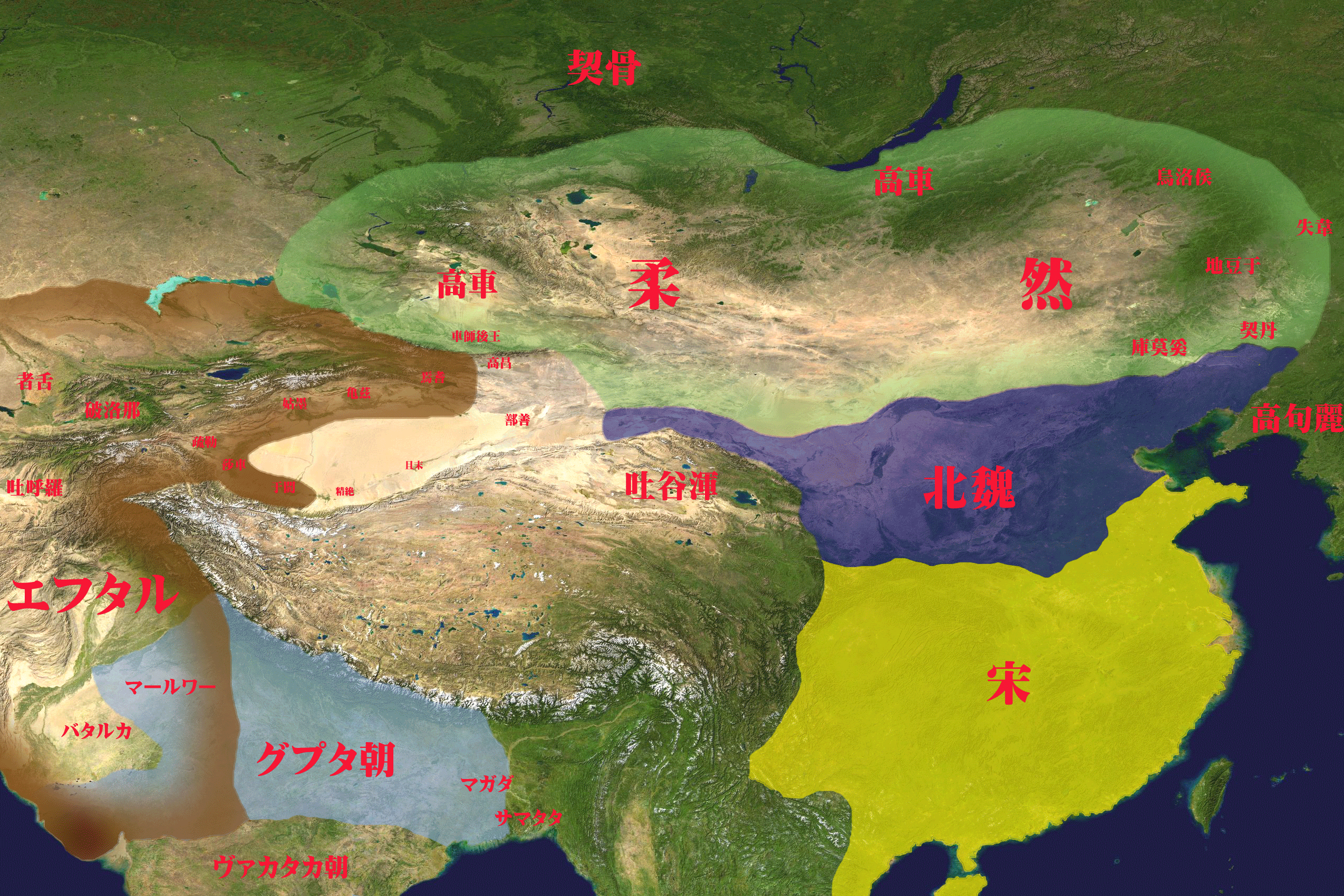
4世紀後半、柔然と契骨。

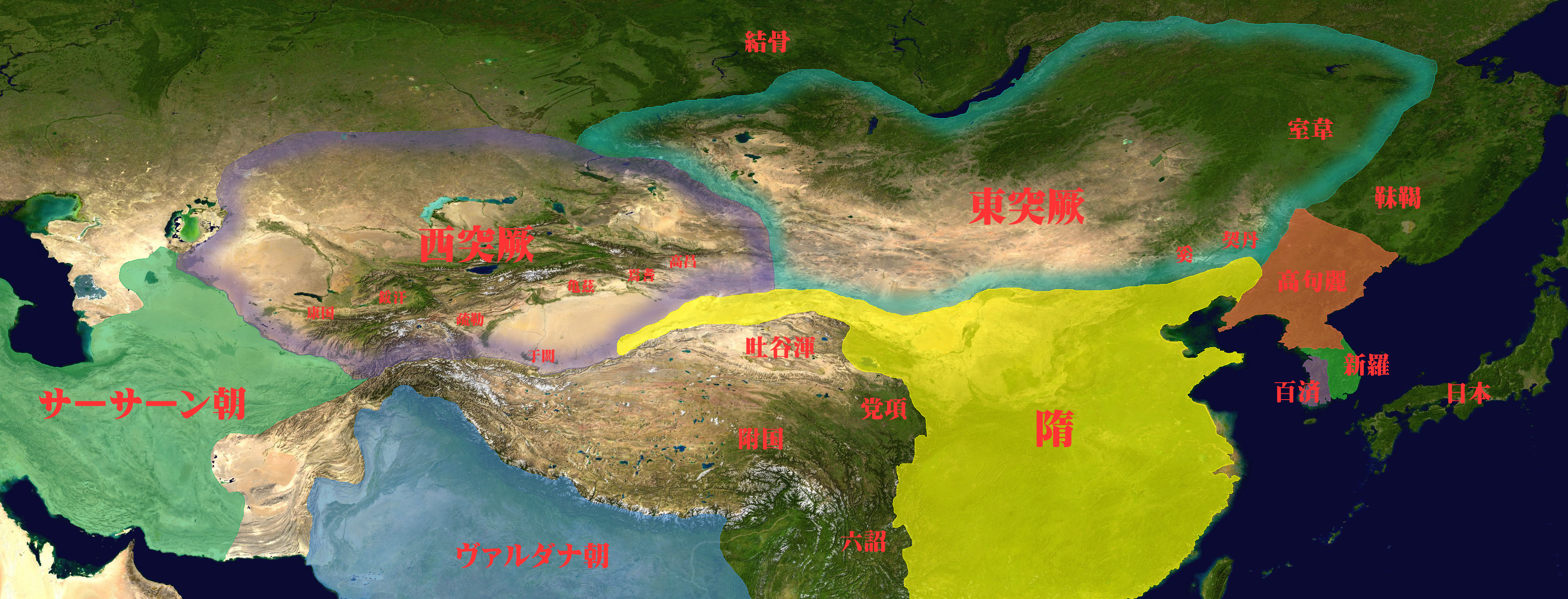
7世紀初め、東西突厥可汗国と結骨。

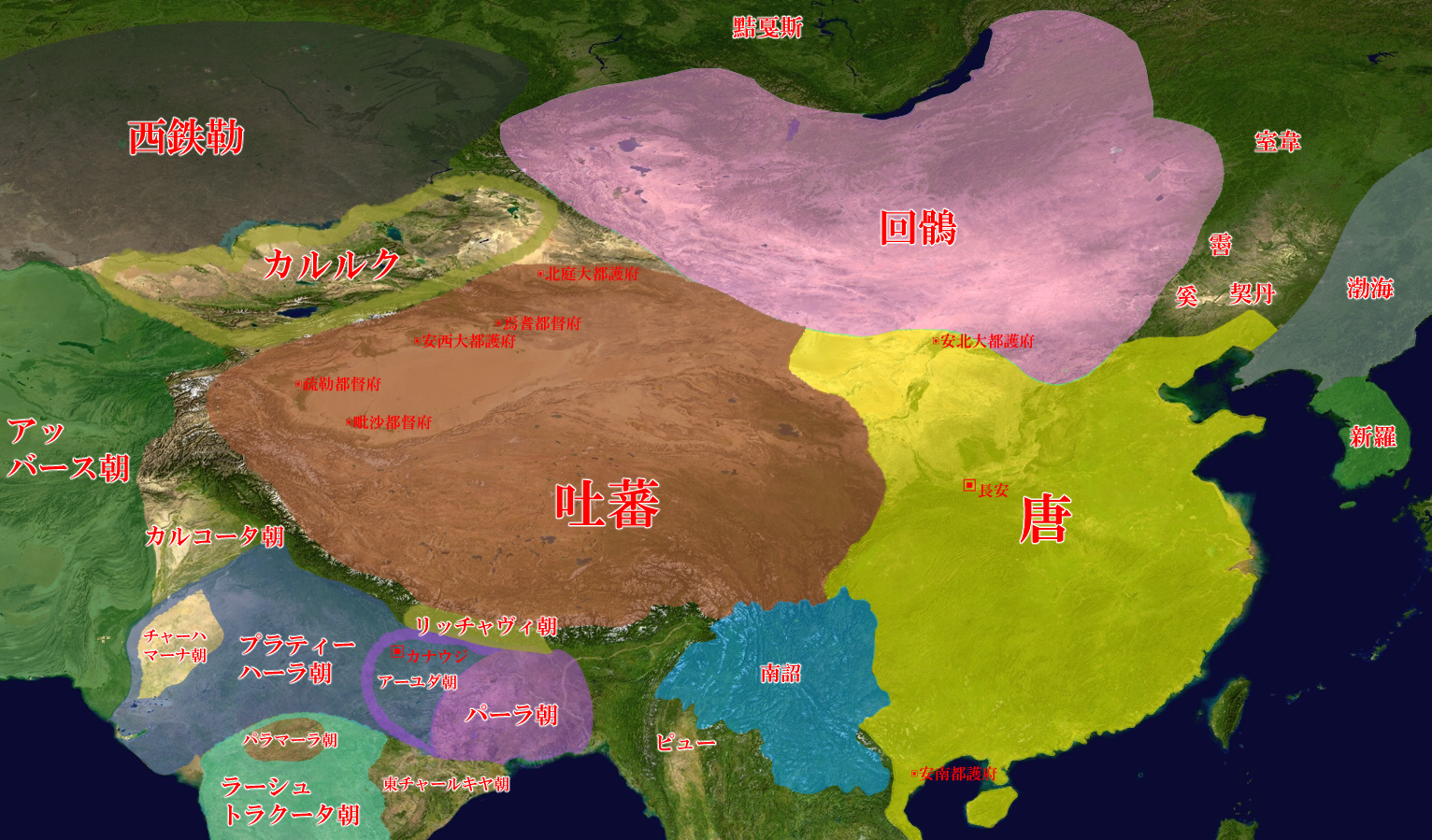
8世紀後半、回鶻と黠戛斯。

### 漢代
中国では項羽と劉邦が互いに抗争を繰り広げていた時代、匈奴の冒頓は父を殺して単于の座に就くと、当時の強国であった東の東胡を滅ぼし、西の月氏を駆逐し、さらに南（オルドス地方）の楼煩と白羊河南王を併合し、中国にも侵入した。こうしてそれまでは小国にすぎなかった匈奴がモンゴル高原を統一して覇を唱えると、その北（バイカル湖周辺）に住んでいた渾庾・屈射・丁零・鬲昆・薪犁といった諸族もまもなく匈奴に服属した。
黄龍元年（前49年）頃、匈奴の郅支単于（在位：紀元前56年 - 紀元前36年）は弟の呼韓邪単于（在位：紀元前58年 - 紀元前31年）と対立していたが、漢と組んでいた呼韓邪単于の方が優勢だったので、西の烏孫に協力を求めた。しかし、烏孫の小昆弥（烏孫の君主号）である烏就屠（うしゅうと）も漢側についたので、郅支単于は烏孫を撃破し、これに乗じて北の烏掲を撃って降し、その兵を使ってさらに西の堅昆を破り、さらに北の丁令をも降して烏掲・堅昆・丁令の三国を併合した。その後も何度か烏孫に兵を派遣して勝利し続けたので、郅支単于は堅昆の地に都を遷した。

### 三国時代
『三国志』の『魏略』西戎伝には以下のように記されている。

### 突厥時代
突厥が柔然可汗国を滅ぼして可汗国となると、第3代の木汗可汗（在位：553年 - 572年）は西の嚈噠（エフタル）を破り、東の契丹（キタイ）を敗走させ、北の契骨を併合し、中央ユーラシアを支配することとなった。
その後は突厥の盛衰に応じて服属と離反を繰り返していたが、車鼻可汗（在位：? - 650年）が現れると結骨は葛邏禄（カルルク）とともにふたたび突厥に附いた。

### 唐代
貞観22年（648年）、鉄勒諸部が唐に入臣したと聞いた堅昆は、すぐさま遣使者を送って方物を献じ、酋長である俟利発（イルテベル）の失鉢屈阿棧も自ら入朝したので、太宗（在位：626年 - 649年）は喜んで酒宴を開き、堅昆の地をもって堅昆府とし、失鉢屈阿棧を拝して左屯衛大将軍とするとともに、堅昆府都督として燕然都護に隷属させた。
高宗（在位：649年 - 683年）のとき、堅昆は再び入朝した。
景龍年間（707年 - 710年）、堅昆はまた唐に方物を献上した。中宗は「（堅昆が李陵の末裔であるため）我と同宗（同じ李姓）である」といい、酒宴を開いた。玄宗（在位：712年 - 756年）のときに堅昆は4回朝献した。
乾元年間（758年 - 760年）、堅昆は回紇（ウイグル）部に破られたので、これより中国と交通できなくなった。後に狄語（テュルク語）が訛って黠戛斯（かつかつし）となるが、おそらく回鶻（ウイグル可汗国）によるものだと思われる。若くは黄赤面といい、また訛って戛戛斯となる。黠戛斯は常に大食（タージ：イスラーム帝国）・吐蕃・葛邏禄（カルルク）と互いに頼り合い、吐蕃の往来者にいたっては回鶻の略奪を畏れたため、必ず葛邏禄に住み、黠戛斯の護送を待っていた。一方で回鶻は黠戛斯の君長である阿熱（あぜつ：黠戛斯の君主号）に官を授けて毘伽頓頡斤（ビルゲ・トン・イルキン）とした。

### 回鶻を滅ぼし可汗国となる
回鶻可汗国が衰えると、阿熱はすぐさま可汗（カガン）を称した。その母は突騎施（テュルギシュ）の娘で母可敦（皇太后）となる。妻は葛邏禄葉護（カルルク・ヤブグ：カルルクの君主）の娘で可敦（カトゥン：皇后）となる。
開成5年（840年）頃、回鶻の渠長（きょちょう：将軍）である句録莫賀（句録末賀、キュリュグ・バガ）は、北の黠戛斯（キルギス、Qïrqïz）軍10万騎を招き寄せて回鶻城（オルド・バリクか?）を破り、㕎馺可汗 と掘羅勿（キュレビル）を殺してその牙帳 を焼き払った。これによって回鶻可汗国は崩壊し、国の有力者たちは各特勤（テギン：皇子）を奉じて各地に散らばった。そのうち、可汗庭（かがんてい：可汗の牙帳）近くの13部は、烏介特勤（ウゲ・テギン、Ügä Tägin）を可汗に推戴し、南の錯子山に割拠した。途中、烏介可汗らは太和公主を唐まで護送する黠戛斯の達干（タルカン、Tarqan） らと遭遇した。烏介可汗はそれを見つけるなり達干らを殺し、太和公主を奉じて代わりに唐の天徳界まで護送してやった。
会昌年間（841年 - 846年）、阿熱は使者を見殺したため、しばらく入朝せずにいたが、ふたたび注吾合素 を遣わして上書言状した。武宗（在位：840年 - 846年）は注吾合素らが3年かけて京師にたどりついたことに大いに悦んだ。この頃、烏介可汗の余衆が室韋（黒車子）に亡命していたので、阿熱は回鶻の残党討伐を願い出た。武宗は右散騎常侍の李拭を黠戛斯に遣わし、君長を冊立して宗英雄武誠明可汗とした。しかし、使者が到着しないうちに武宗が崩御してしまう。代わって宣宗（在位：846年 - 859年）が即位すると、大中元年（847年）、武宗の卒詔で鴻臚卿の李業に節を持たせて黠戛斯阿熱を冊立して英武誠明可汗とした。
大中2年（848年）春、回鶻の遏捻可汗のもとには名王貴臣の500人しかいなくなったため、彼らは室韋に依ることにした。しかし、張仲武が遏捻可汗らを捕えるべく黠戛斯などを室韋に向かわせたため、遏捻可汗は懼れて妻の葛邏禄（カルルク）と子の特勤毒斯ら9騎だけを連れて夜に西へ逃亡し、行方をくらました。室韋は回鶻の余衆を分けて七分とし、七姓室韋は各一分を占領した。そこへ黠戛斯宰相の阿播が領する諸蕃兵7万が遏捻可汗および諸回鶻人を捕えるべく室韋に攻め込んできた。室韋は阿播の軍に大敗し、回鶻人ともども黠戛斯の略奪を受けた。

### モンゴル帝国の支配

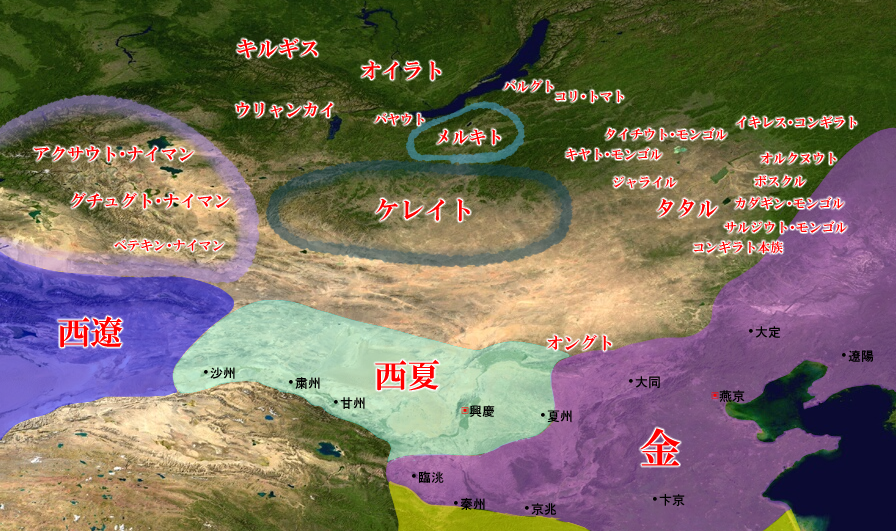
12世紀のモンゴル高原の諸部族

1207年、モンゴルのチンギス・カンは2人の官吏を派遣し、キルギズ族の王 とケムケムジュート の王のもとに赴かせ、臣従するように説かせた。両国の君主はモンゴルのカンに臣従を誓い、貢物として白眼の大鷹（ハヤブサ）を贈った。
1217年、トゥマト族がモンゴル帝国に対して反旗を翻したため、チンギス・カンはその隣族であるキルギズ族に出兵要求をした。しかし、キルギズがそれを断ったため、チンギス・カンは長男のジョチにキルギズ討伐を命じた。ジョチは氷結したケムケムジュート河（イルティシュ川上流の一支流）を渡り、キルギズ族を服従させて帰還した。

### 叛乱者の退却地
後継争いの末、モンゴル第4代皇帝（カアン）となったモンケ（在位：1251年 - 1259年）は1252年、オゴデイ家とチャガタイ家の反対派に対して大規模な粛清をおこなった。この時、モンケの軍隊はキルギズやケムケムジュートの地にも派遣された。
モンケの死後、その末弟であるアリクブケと次弟であるクビライとの間で後継争いが起きた（モンゴル帝国帝位継承戦争）。クビライに敗れたアリクブケは自らの冬営地であるキルギズの地に退却した。
1277年、トク・テムル はシリギと共謀し、クビライに対して反旗を翻した。クビライは討伐軍司令官にバヤンを任命し、オルホン河畔にて反乱軍を破った。敗れたシリギはイルティシュ川方面へ退却し、トク・テムルはキルギズの地へ退却した。

## 習俗

### 服装
君主である阿熱は冬に貂の帽子をかぶり、夏に金扣の帽子をかぶる。貴人は貂か豽（な：豹に似ている獣）の服をまとい、諸下はみな白氈（フェルト）の帽子をかぶる。身分賤しき者は皮の衣をまとい、帽子はかぶらない。女性の衣は毳毼・錦・罽・綾製のものを用いる。

### 食物
諸部の人は肉および馬酪を食し、君主の阿熱のみは餅餌（小麦粉で作ったもの?）を食べる。

### 結婚・葬式
結婚は新郎側が羊と馬を新婦側に収めて嫁を招く。富裕者ではその数が100〜1,000にもなる。
葬式では歴代遊牧国家のように剺面（顔にナイフを入れること）をせず、三回死体を囲んで泣く。死体は火葬され、その骨を収めて墓に入れる。冬は室内に納め、木の皮を覆いとした。

### 文化
楽器には笛・鼓・笙・觱篥・盤鈴があり、芸には弄駝・師子・馬伎・縄伎がある。

### 暦
『新唐書』回鶻伝下に「年の始めを茂師哀（モス・アイ、mös ai：「氷月」の意）といい、三哀（3カ月）をもって一季節となし、十二の動物をもって紀年とする。もし、ある年が寅歳であれば、これを虎年と称する」とあり、黠戛斯は「十二物紀年」すなわち中国に由来する十二支を用いた暦を使用していた。

### 政治体制
堅昆時代、鉄勒の薛延陀部に隷属していたため、延陀が頡利発（イルテベル）1人をもって監国した。堅昆の酋長は3人おり、訖悉輩・居沙波輩・阿米輩 の3酋長で国を共治していた。酋長は俟利発（イルテベル）の称号を帯び、唐によって堅昆都督府が置かれると、堅昆都督の職も担当した。
黠戛斯の君主は「阿熱」（あぜつ） といい、その氏族名も阿熱という。阿熱は青山に牙（本営）を置き、周りには垣をし、「密的支」と呼ばれる毛氈を延べ連ねたものを帳幕とし、他の首領は小さい帳幕に住んだ。阿熱はおよそ諸部より兵を徴発した。また、諸部の役属者は悉く行って、貂鼠・青鼠を賦とした。官職は宰相（7人）・都督（3人）・職使（10人）・長史（15人）・将軍（定員なし）・達干（定員なし）の六等がある。
回鶻可汗国が衰退すると、黠戛斯の阿熱は可汗（カガン）号を採用し、妻の称号も可敦（カトゥン）とした。
モンゴル帝国時代になると、キルギズの君主は「イナール」という称号を帯びていた。イナール号はコリ、バルグ、トゥマト、バイルク（バイアウト）の諸族でも使用されており、さらにこの地方の一部であるジェニン・アン・ビディとビディ・ウラン（ビディ・アフルン、エディ・オルン）ではウルース・イナールなどの君主号を使用した。

### 文字・言語
古代には「丁零の雑種」とされ、イェニセイ川流域に『イェニセイ碑文』を残し、『新唐書』回鶻伝下に「その文字言語は回鶻（ウイグル）と正に同じ」とあることから、文字は突厥文字を使用し、言語はテュルク系の言語を話していたことがわかる。また『元史』地理六では「その言語は畏吾児（ウイグル）と同じ」とある。

### 宗教
いわゆるアニミズム的宗教であり、水草を主神として祀り、祭は時にない。「甘」（カム）と呼ばれる巫がいる。

### 人種
『新唐書』回鶻伝下に「人は皆背が高く、赤い髪、析面、緑の瞳をしており、黒髪は不祥とした。黒瞳の者は必ず李陵の苗裔であるという」とあることから、黠戛斯人は西方系の人種（コーカソイド）であり、東方系（モンゴロイド）ではなかったことがわかる。中には黒髪・黒瞳の人種（モンゴロイド）もいたが、これはかつて匈奴によって右賢王に封じられた漢の降将の李陵の末裔だとされていた。また、敦煌出土の『ペリオ・チベット語文書1283番』の中でも、キルギス族は「目は水晶の瞳、赤い髪」と記されている。

### 人口
男女の割合は「男が少なく女が多い」。

## 地理
堅昆の居住地について、中国史書では以下のように記している。
- 北海（バイカル湖）の南の地域、すなわち匈奴の北には渾庾・屈射・丁零（丁令）・鬲昆・薪犁がいる[33]。
- 郅支単于は堅昆を破ると、東の単于廷から7千里、南の車師から5千里の地点に西匈奴を建国した[9]。
- 呼得国[34] は葱嶺（パミール高原）の北、烏孫の西北、康居の東北に在り。堅昆国は康居の西北に在り。丁令国は康居の北に在り。これら三国は、堅昆が中央で、倶に匈奴の単于庭がある安習水を去ること七千里、南の車師六国を去ること五千里、西南の康居界を去ること三千里、西の康居王治を去ること八千里に位置する[35]。
- 阿輔水・剣水の間にて契骨と号す[10]。
- 黠戛斯の地は伊吾の西、焉耆の北、白山の旁ら[36]。回鶻牙帳までは橐駝で行くこと40日。天徳を出て200里で西受降城に至り、北は300里で鸊鵜泉に至り、鸊鵜泉の西北は回鶻牙帳まで1500里だが、東西に二道あり、泉の北は東道なり。回鶻牙帳の北600里には仙娥河（セレンガ川）があり、河の東北には雪山があってその地には水泉が多い。青山の東には剣河という川があり、川は悉く東北へ流れ、その国を経て合流し、北の海へ入る[12]。

以上のようにバイカル湖の南からジュンガル盆地、カザフ草原にいたる広大な範囲に分布していることがわかる。また、ラシード・ウッディーンの『集史』「テュルク・モンゴル諸民族誌」では次のように記されている。
つまり、北と東はアンガラ川、南はセレンガ川、西はアバカン川に達し、サヤン山脈を中心とした地域に分布していたことがわかる。

## おもな君主
俟利発（イルテベル）
- 失鉢屈阿棧

阿熱（あぜつ）
- 毘伽頓頡斤（ビルゲ・トン・イルキン）

可汗（カガン）
- 宗英雄武誠明可汗（英武誠明可汗）

## 参考資料
- 『史記』匈奴列伝
- 小川環樹訳『世界古典文学全集第20巻 史記列伝』（筑摩書房 1969年）
- 『漢書』匈奴伝
- 『魏略』西戎伝
- 『魏書』帝紀第一
- 『周書』列伝第四十二 異域伝下
- 『旧唐書』列伝第一百四十四上 突厥上
- 『新唐書』列伝第一百四十上 突厥上、列伝第一百四十二下 回鶻下
- 佐口透、山田信夫、護雅夫『騎馬民族史2-正史北狄伝』（平凡社、1972年）
- アブラハム・コンスタンティン・ムラジャ・ドーソン（訳注：佐口透）『モンゴル帝国史1』（平凡社、1976年、ISBN 4582801102）
- ドーソン（訳注：佐口透）『モンゴル帝国史2』（平凡社、1994年、ISBN 4582801285）
- ドーソン（訳注：佐口透）『モンゴル帝国史3』（平凡社、1994年、ISBN 4582801897）
- 森安孝夫『興亡の世界史05 シルクロードと唐帝国』（講談社、2007年、ISBN 9784062807050）